# Косичі (Брянська область)
Косичі (рос. Косичи) — село у Влазовицькому сільському поселенні Суразького району Брянської області Росії.

## Георграфія
Село знаходиться в 7 км на північний захід від села Влазовичі, на річці Іржач при її впадінні в Іпуть. 

## Історія
Згадується з першої половини XVIII століття. До 1751 року село у володінні Мглинської ратуші, пізніше — Гудович та інших.
16 листопада 1751 року Косичі були подаровані Петру Іскрицькому універсалом гетьмана Данила Апостола.
До 1781 року село входило у Мглинську сотню Стародубського полку. 
З 1782 по 1921 роки в Суразькому повіті Чернігівської губернії. 
У 1921-1929 роках в Клинцівському повіті. 
У 1871 році була побудована дерев'яна церква Різдва Пресвятої Богородиці, закрита в 1936 році, не збереглася. 
В середині ХХ століття в селі був колгосп «3елений клин», потім «Гарний берег». 
З 1919 до 1954 роки село центр Косичівського сільради.
У 1954-2005 роках село у складі Андріївської сільраді.

## Відомі уродженці села
- Михальченко Микола Іванович (нар. 15 лютого 1942) — радянський і український соціальний філософ, політолог, соціолог; завідувач відділом теорії та історії політичної науки Інституту політичних і етнонаціональних досліджень ім. І. Ф. Кураса НАН України, доктор філософських наук, професор, член-кореспондент НАН України; почесний президент Української академії політичних наук, перший віце-президент Асоціації політичних наук України, генеральний директор Всеукраїнської соціологічної служби.

## Населення
Максимальне число мешканців — 1700 осіб, було у 1901 році.
Станом на 2013 рік населення села становило 272 особи.